# 薩特爾 (阿拉巴馬州)
薩特爾（英語：Suttle）是一個位於美國阿拉巴馬州佩里縣的非建制地區。該地的面積和人口皆未知。

## 地理
薩特爾的座標為32°32′10″N 87°10′47″W / 32.53611°N 87.17972°W，而該地的平均海拔高度為45米（即148英尺）。